# Hubert A. Caldwell
Pour les articles homonymes, voir Caldwell.
Hubert A. Caldwell (né le 26 décembre 1907 à Oakland (Californie) et mort le 9 août 1972 dans la même ville) est un rameur d'aviron américain.

## Palmarès

### Jeux olympiques
- Amsterdam 1928
  -  Médaille d'or en huit[1].